# Holt Fleet
Holt Fleet – wieś w Anglii, w hrabstwie Worcestershire, w dystrykcie Malvern Hills. Leży 10 km na północ od miasta Worcester i 170 km na północny zachód od Londynu.